# Cerkiew św. Paraskewy – Potoky
Cerkiew św. Paraskewy – Potoky – drewniana greckokatolicka cerkiew filialna zbudowana w 1773 w miejscowości Potoky.
Należy do parafii Stročín, dekanatu Svidník w archieparchii preszowskiej Kościoła katolickiego obrządku bizantyjsko-słowackiego. Od 1968 posiada status Narodowego Zabytku Kultury.

## Historia
Cerkiew powstała w 1773. W czasie remontu w latach 1956–57 zawalił się dach nad nawą niszcząc polichromię i część wyposażenia. Kolejne remonty wykonano w latach 90. XX w. i w 2002.

## Architektura i wyposażenie
Jest to budowla drewniana konstrukcji zrębowej, orientowana, trójdzielna. Do kwadratowej nawy przylega ze wschodu węższe także kwadratowe, zamknięte trójbocznie prezbiterium. Wysoka wieża konstrukcji słupowo–ramowej z izbicą nad babińcem, o pochyłych ścianach ku górze, zwieńczona dachem namiotowym z wieżyczką z baniastym hełmem. Wokół wieży zachata, przechodząca w zadaszenie w połowie wysokości nawy. Dachy namiotowe, dwukrotnie łamane, kryte gontem, zwieńczone baniastymi wieżyczkami z pozornymi latarniami.
Wewnątrz w babińcu strop płaski, w nawie i prezbiterium kopuły namiotowe. Z babińca do nawy prowadzi polichromowana na czerwono arkada. W nawie resztki polichromii i kompletny ikonostas z bogato zdobionymi ramami roślinnym ornamentem oraz krzyż procesyjny dwustronnie malowany. W prezbiterium ołtarz główny, barokowy, z ikoną Zesłania Ducha Świętego.  

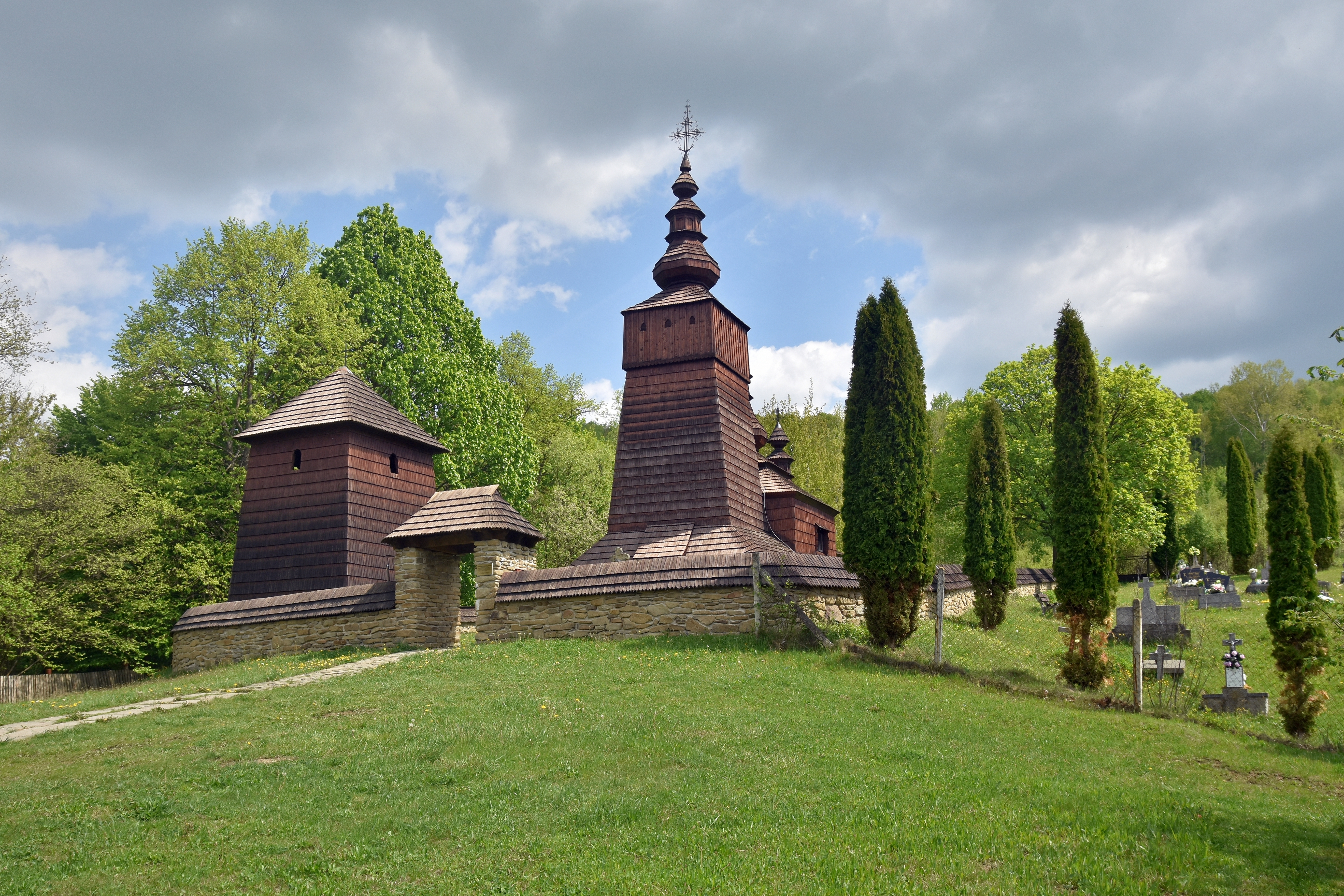
Elewacja frontowa
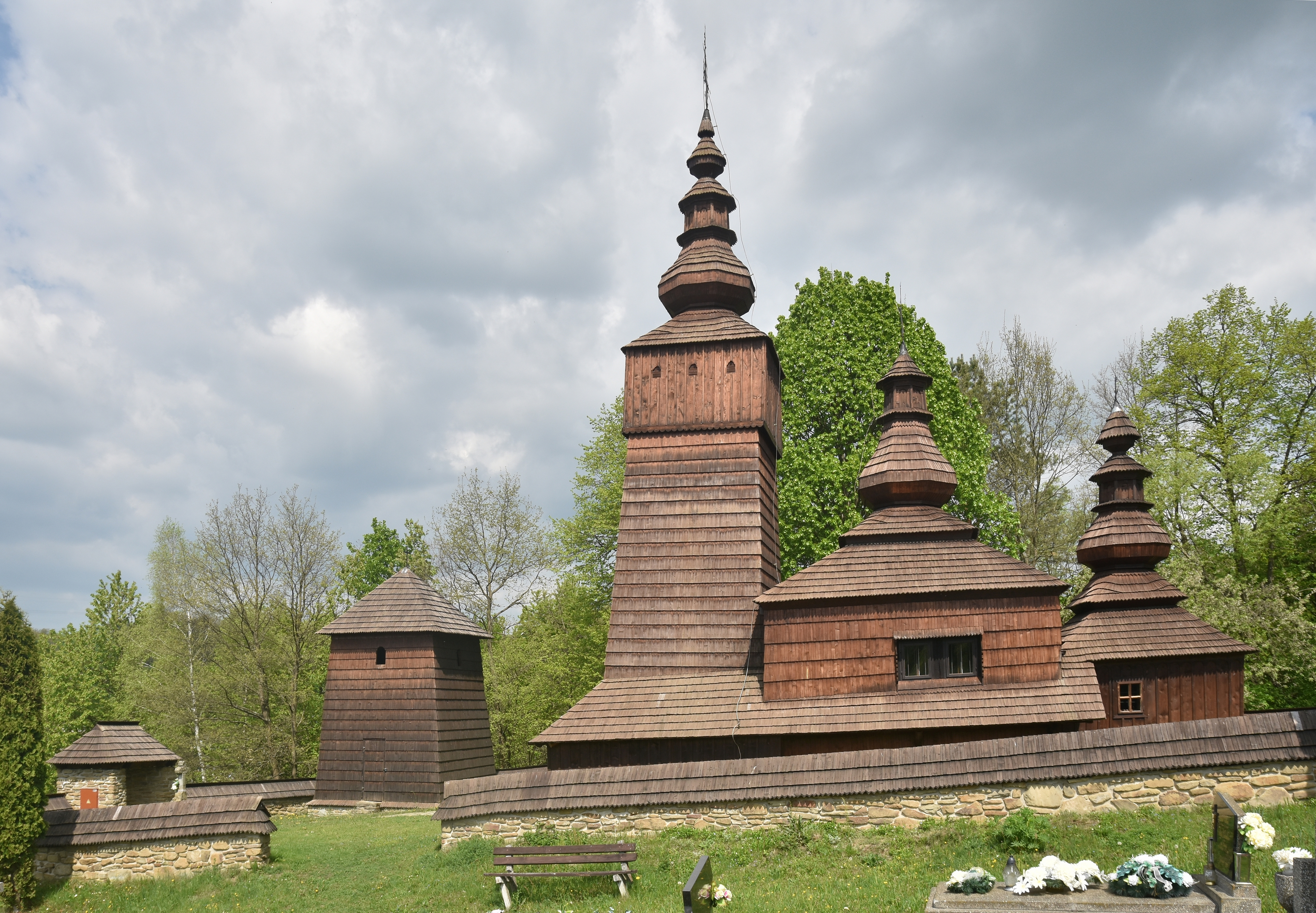
Elewacja południowa
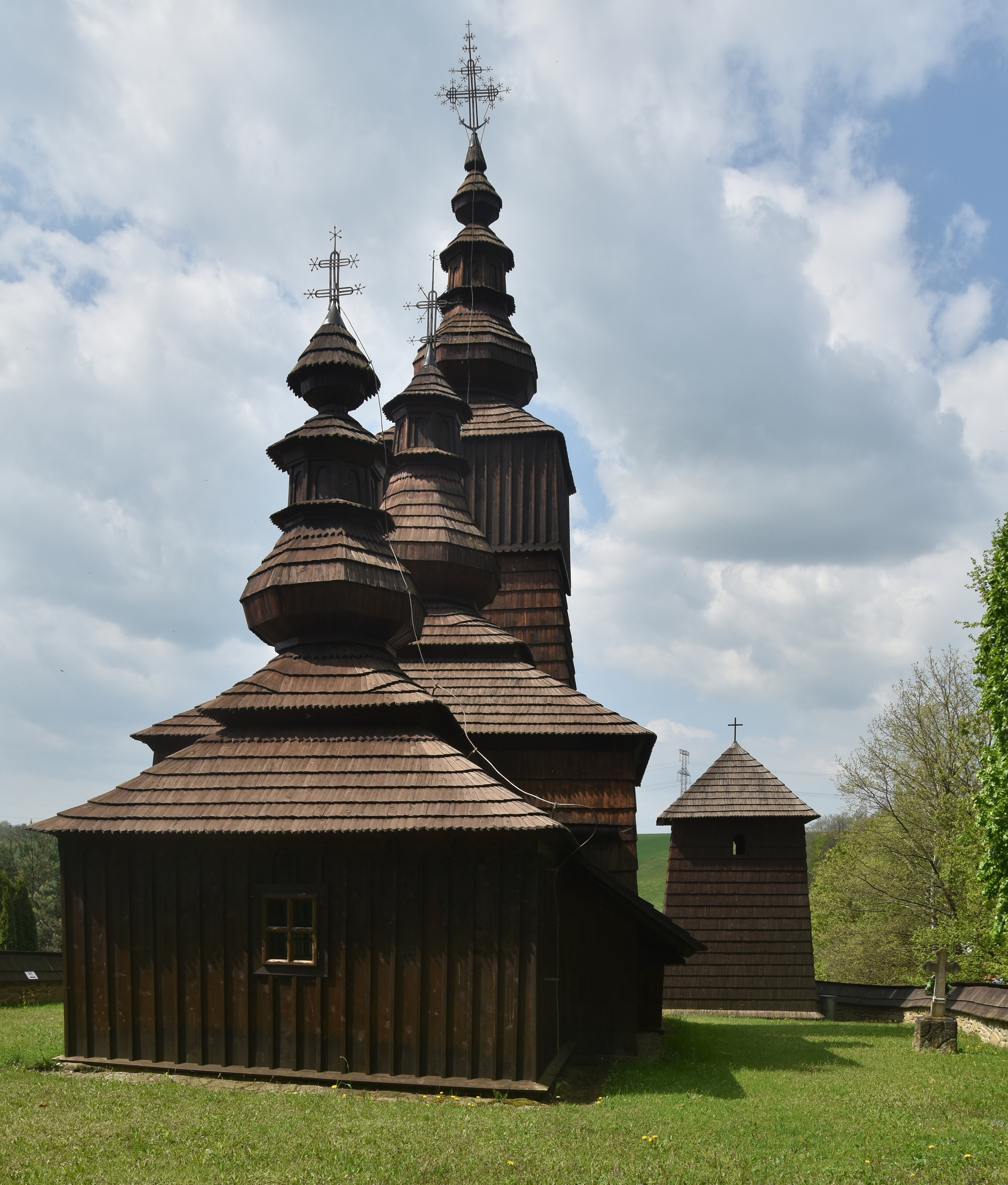
Widok od strony prezbiterium

## Otoczenie
Obok drewniana dzwonnica o ścianach pochyłych ku górze z dzwonem z 1839. Zbudowana na planie kwadratu i zwieńczona dachem namiotowym. Cerkiew otacza ogrodzenie z kamienia z gontowym daszkiem.